# ویرجیل ابلو
ویرجیل اَبلو (انگلیسی: Virgil Abloh؛ ۳۰ سپتامبر ۱۹۸۰ – ۲۸ نوامبر ۲۰۲۱) طراح مد، کارآفرین، هنرمند، و دی‌جی آمریکایی بود. او از مارس ۲۰۱۸ در سمت مدیر هنری بخش لباس‌های مردانه کمپانی لویی ویتون بود. وی خانه مد خود را در سال ۲۰۱۲ تأسیس کرد.
اَبلو بعد از سال‌ها مبارزه با سرطان، در ۲۸ نوامبر ۲۰۲۱ درگذشت.